# 拉格曼省
拉格曼省（波斯語：د لغمان ولايت）位於阿富汗中部偏東，與喀布爾省、庫納爾省、楠格哈爾省、努爾斯坦省、潘傑希爾省等省份相鄰。